# Gemeindeverwaltungsverband Vorderes Kandertal
Der Gemeindeverwaltungsverband Vorderes Kandertal mit Sitz in Binzen ist ein Gemeindeverwaltungsverband (gängige Abkürzung = GVV) im baden-württembergischen Landkreis Lörrach, zu dem sich sechs Gemeinden des Vorderen Kandertals zusammengeschlossen haben.

## Geschichte
Ende der 1960er Jahre gab es – nicht nur in Baden-Württemberg – Diskussionen über umfassende Gebiets- und Verwaltungsreformen. Für die Erfüllung der staatlichen Aufgaben wurde es als notwendig erachtet, in größeren Planungseinheiten zu denken. Eine effiziente, moderne Verwaltung, die bezahlbar blieb, wurde mit den damals 3381 selbständigen Gemeinden in Baden-Württemberg – anders als in Bayern – nicht mehr als zeitgemäß erachtet. Die Bildung des Verbandes ist daher im Zusammenhang mit der Gebietsreform in Baden-Württemberg zu sehen. Nachdem der Landtag 1967 das Gesetz zur Stärkung der Verwaltungskraft kleinerer Gemeinden verabschiedet hatte und bekannt war, dass eine Reduktion der Anzahl der Gemeinden auf ca. 1080 angestrebt war, mussten sich auch die Gemeinden im Kandertal über ihren künftigen Weg Gedanken machen. Die Nachbarschaft der großen Kreisstädte Lörrach und Weil am Rhein wurde als Bedrohung für die Selbständigkeit gesehen, da beide Städte nach einer Vergrößerung strebten, um ihre Zentrumsfunktion zu stärken.
Bereits Anfang April 1971 bekundeten die sechs Gemeinden ihre Absicht, einen Verwaltungsverband zu gründen. Nachdem das Innenministerium des Landes Baden-Württemberg am 5. August der Gründung zugestimmt hatte, fand am 21. Oktober 1971 die Gründungsversammlung statt. Der Verband wurde per 1. Januar 1972 rechtswirksam und arbeitet seit dem 1. Mai 1972 vom Binzener Rathaus aus.
In die Diskussionen um die Gründung des Verbandes waren auch die ehemaligen Gemeinden Ötlingen, Märkt und Wollbach eingebunden, die sich dann aber für den Anschluss an die Stadt Weil am Rhein bzw. an die Stadt Kandern entschieden haben.
1973 gab es nochmals Irritationen, da es beim Innenministerium Pläne gab, die Gemeinden des Verbandes zwangsweise zu einer Einheitsgemeinde zusammenzuschließen. Das neue Gebilde sollte zudem als Teilverwaltungsraum der Stadt Weil am Rhein zugeordnet werden. Zur Erleichterung der Verbandsgemeinden wurde dieses Szenario aber alsbald wieder verworfen.

## Mitgliedsgemeinden
Zum Gemeindeverwaltungsverband, der per 1. Januar 1972 seine Tätigkeit aufnahm, gehören die Gemeinden
- Binzen
- Eimeldingen
- Fischingen
- Rümmingen
- Schallbach
- Wittlingen

## Statistik
Bei Verbandsgründung lebten 4908 Einwohner in den angeschlossenen Gemeinden, womit die vom Land angestrebte Zielgröße von 5000 knapp verfehlt wurde. 1981 waren es dann schon 6612 Einwohner und 2011 bereits 9399. Die aktuellen Zahlen bilden die Einwohnerzahlen zum 30. September 2020 ab. Im September 2020 lebten rund 10.000 Einwohnerinnen und Einwohner im Gemeindeverwaltungsverband Vorderes Kandertal.
| Gemeinde    | Einwohner | Fläche (km²) |
| Binzen      | 3061      | 5,81         |
| Eimeldingen | 2562      | 3,55         |
| Fischingen  | 0781      | 1,88         |
| Rümmingen   | 1878      | 4,46         |
| Schallbach  | 0769      | 3,95         |
| Wittlingen  | 0930      | 4,50         |
| GVV         | 9981      | 24,150       |

## Die Organe des Gemeindeverwaltungsverbandes
Oberstes Organ des Gemeindeverwaltungsverbandes ist die Verbandsversammlung. Die Verbandsversammlung setzt sich jeweils aus den Bürgermeistern der Verbandsgemeinden und einem weiteren Mitglied aus der Mitte des Gemeinderates zusammen. In der Verbandsversammlung hat jedes Mitglied (jede Gemeinde) zwei Stimmen, so dass die größeren Gemeinden (Binzen, Eimeldingen und Rümmingen) nicht über die kleineren dominieren können.
Mit dem Verbandsvorsitz hat der Gemeindeverwaltungsverband ein weiteres Verwaltungsorgan neben der Verbandsversammlung. In der ersten Verbandsversammlung vom 8. Dezember 1971 wurde der Bürgermeister von Eimeldingen, Robert Götzmann, als Verbandsvorsitzender gewählt. Nach dessen Pensionierung wurde 1993 kurzfristig der Bürgermeister von Rümmingen, Heinrich Benner, Vorsitzender. Diese Aufgabe übernahm kurz darauf der Bürgermeister von Binzen, Ulrich May. Nachdem May 2012 in den Ruhestand trat, ging das Amt an im Oktober 2012 auf die Bürgermeisterin von Rümmingen, Daniela Meier, über. Im September 2019 wurde Andreas Schneucker (Bürgermeister der Gemeinde Binzen) zum Verbandsvorsitzenden gewählt.
Die Verbandsverwaltung wird von einem hauptamtlichen Verbandsgeschäftsführer geleitet. Diese Aufgabe hatte von der Gründung bis 1995 der Ratschreiber von Binzen, Hans Wunderlin, und danach Rudolf Schumacher bis ins Jahr 2015. Seit Oktober 2015 ist Dominik Kiesewetter Verbandsgeschäftsführer des Gemeindeverwaltungsverbandes.
Sitz des Verbandes ist Binzen, die Verbandsverwaltung ist im Binzener Rathaus untergebracht.

## Aufgaben
Die Verbandsverwaltung umfasst:
- Hauptamt (mit den Sachgebieten Personal, Integration & Zusammenleben, Bauwesen, EDV sowie dem Bürgerbüro mit den Sachgebieten Einwohnermelde-, Pass- und Gewerbewesen, Soziales, Grundbucheinsichtsstelle sowie dem Standesamt)
- Rechnungsamt (mit den Sachgebieten Haushalts-, Kassen-, Rechnungswesen, Steuern & Abgaben).

Der Gemeindeverwaltungsverband hat in Rümmingen einen zentralen Werkhof, der für das gesamte Verbandsgebiet zuständig ist.
Der Gemeindeverwaltungsverband ist auch Träger der Grundschule Vorderes Kandertal. In jeder Verbandsgemeinde ist eine Grundschule vorhanden, in Binzen neben der Grundschule auch eine Ganztagesgrundschule. Seit Juli 2016 wird das ehemalige Schulgebäude der Grund-, Haupt- und Werkrealschule zur Ganztagesgrundschule umgebaut. Der Umbau wird mit Beginn des Schuljahres 2017/2018 abgeschlossen. Aktuell werden die Schulstandorte in Binzen, Eimeldingen, Rümmingen (Naturarkgrundschule) und Schallbach beschult.